# Afrikanische Schwimmmeisterschaften 2010
Die Afrikanischen Schwimmmeisterschaften 2010 waren die 10. Ausgabe der Afrikanischen Schwimmmeisterschaften und fanden vom 13. bis zum 19. September 2010 in Casablanca, Marokko statt.

## Teilnehmer
Ausgetragen wurden die Schwimmwettkämpfe im Complexe sportif Mohammed V (Halle) und am Siddi Abed-Strand in Témara (Freiwasser).
Insgesamt nahmen über 220 Schwimmer aus 21 Ländern an den Afrikanischen Schwimmmeisterschaften 2010 teil:
- Ägypten
- Algerien
- Angola
- Benin
- Elfenbeinküste
- Ghana
- Guinea
- Kamerun
- Kenia
- Republik Kongo
- Lesotho
- Libyen
- Madagaskar
- Mauritius
- Marokko
- Namibia
- Niger
- Nigeria
- Senegal
- Südafrika
- Tunesien

## Medaillenspiegel
| Platz | Land      | Gold | Silber | Bronze | Gesamt |
| ----- | --------- | ---- | ------ | ------ | ------ |
| 1     | Südafrika | 27   | 15     | 16     | 58     |
| 2     | Tunesien  | 3    | 10     | 4      | 17     |
| 3     | Algerien  | 3    | 4      | 6      | 12     |
| 4     | Kenia     | 3    | 2      | 1      | 6      |
| 5     | Ägypten   | 2    | 6      | 12     | 20     |
| 6     | Marokko   | 2    | 3      | 1      | 6      |
|       | Total     | 40   | 40     | 40     | 120    |